# Friedensglocke (Crivitz)

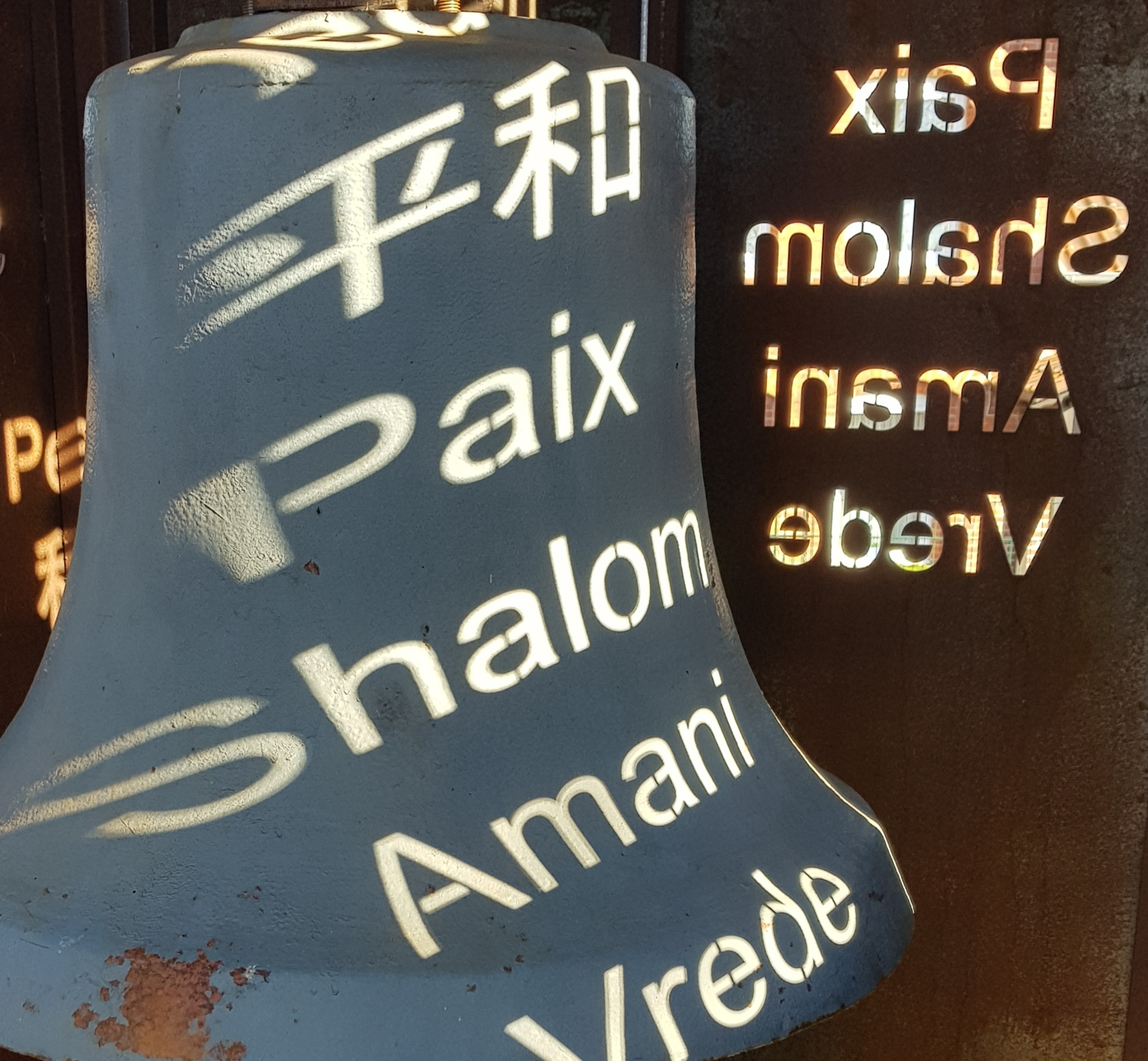
Friedensglocke Crivitz, die Sonne durchscheint die Wandinschriften

Die Friedensglocke auf dem Burgplatz der norddeutschen Kleinstadt Crivitz erinnert an den Atombombenabwurf auf Hiroshima und Nagasaki. Sie ist Teil des weltweiten Programms Mayors for peace und steht in Tradition der Weltfriedensglocken. Die Crivitzer Glocke wurde am 8. August 2020 nach langer Planung eingeweiht und wird nun jährlich am 6. August, dem Jahrestag des Atombombenabwurfs, sowie zu Neujahr und zu besonderen Anlässen angeschlagen.

## Glocken-Pavillon

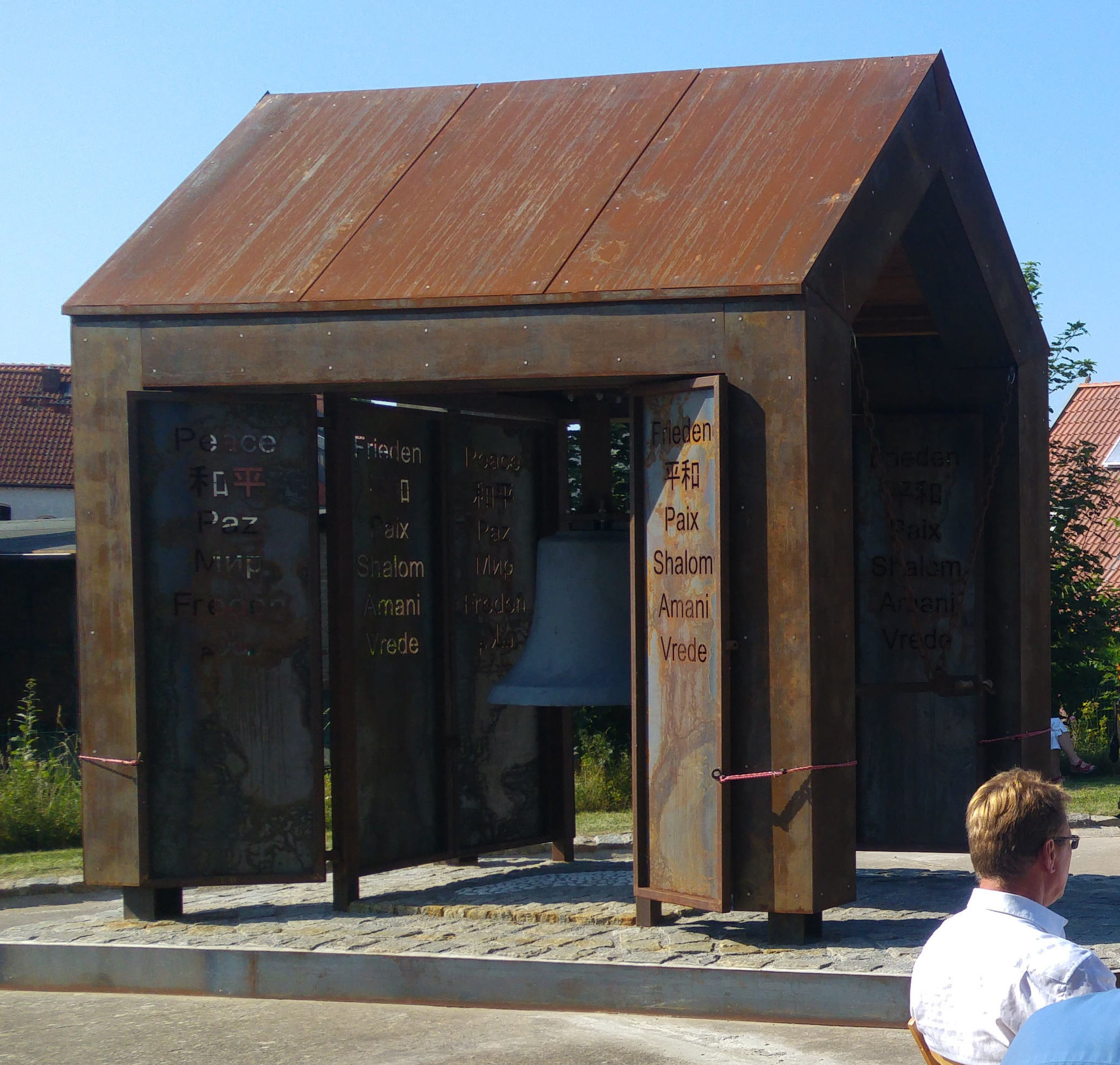
Friedensglocke Crivitz im Pavillon (diese Abbildung wurde gespiegelt, damit die Inschriften leichter lesbar sind)

Die Glocke hängt in einem Pavillon, der komplett mit Cortenstahl verkleidet ist. In die Seitenwände wurde 12 Mal das Wort Frieden in verschiedenen Sprachen gebrannt. Im Einzelnen sind dies Frieden, Peace (englisch), 平和 (japanisch), 和平 (chinesisch), Paix (französisch), Paz (spanisch, portugiesisch), Shalom (hebräisch), мир (russisch), Amani (suaheli), Freden (schwedisch, plattdeutsch), Vrede (niederländisch, afrikaans), سلام (arabisch). Im Boden befindet sich ein Steinmosaik einer Friedenstaube. Zum Gesamtkonzept gehören neben dem Pavillon noch ein Feuerplatz und eine Bühne für Veranstaltungen. Weiterhin wurden Ginkgo-Bäume angepflanzt.

## Glocke

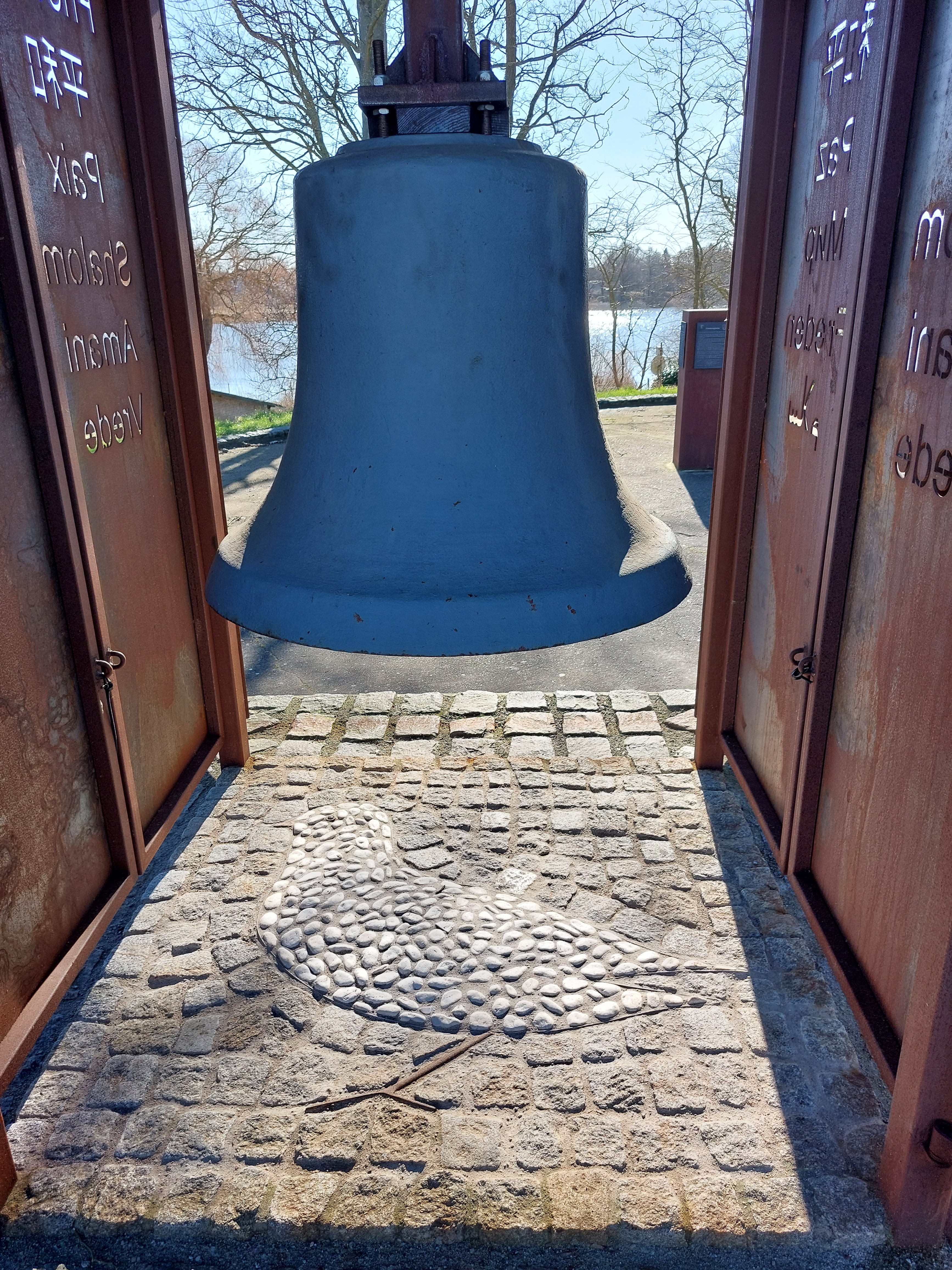
Friedensglocke Crivitz mit Mosaik

Die Glocke selbst wurde 1943 in der Eifel aus einer Stahl-Zink-Legierung mit Zinn-Anteil gegossen. Sie wiegt 400 kg und hat einen maximalen Durchmesser von 1,02 m. Sie wird nach asiatischem Vorbild von außen angeschlagen. Der Klöppel stammt aus der Crivitzer Stadtkirche, die dazugehörige Glocke wurde 1942 für Kriegszwecke eingeschmolzen.

## Motivation
„Warum? Im Andenken an die verheerenden Auswirkungen der Atembombenabwürfe in Hiroshima und Nagasaki und zur Unterstützung im Kampf um die Abschaffung von Atomwaffen […] Auch in der Region Crivitz waren bis 1989 Atomraketen stationiert. […] Die Gefahr eines Krieges werden wir mit einer Glocke nicht bannen, aber je mehr Menschen sich deutlich für Abrüstung, für die Abschaffung von Atomwaffen einsetzen und es laut aussprechen, desto größer wird der Chor. […]“

## Bau
Der Bau kostete ca. 27.000 Euro, wurde ausschließlich durch Spenden finanziert und wurde größtenteils in Eigenleistung der Initiatoren ausgeführt. Erste Planungen starteten im Mai 2018. Wichtige Bauetappen waren dann:
- 26. April 2019: Richtfest des Pavillons
- 18. März 2020: Einhängen der Glocke
- 8. August 2020: Einweihung als Friedensglocke